# Festival international du film de Thessalonique 2009
Le Festival international du film de Thessalonique 2009 fut la 50e édition du Festival international du film de Thessalonique. Elle se tint du 13 au 22 novembre 2009.
L'invité d'honneur était Werner Herzog qui donna une masterclass le 21 novembre. Il fit l'objet d'une exposition de photos et d'une rétrospective de trente de ses œuvres. Un hommage au cinéma philippin fut aussi organisé, ainsi qu'une rétrospective du cinéaste serbe Goran Paskaljević qui donna une masterclass, tout comme Tony Grisoni ou Eugenio Caballero.
Vingt-trois réalisateurs grecs ont boycotté le festival pour protester contre la politique de financement du centre du cinéma grec. Ils ont organisé un « contre-festival » FoG (Filmmakers of Greece) à Athènes, où Canine fut présenté.

## Jury
- Président : Theo Angelopoulos
- Jurés :
  - Amos Poe
  - Eugenio Caballero
  - Mirjana Karanović
  - Lav Diaz
  - Lissy Bellaiche
  - György Pálfi

## Films sélectionnés
- En ouverture : Soul Kitchen
- En clôture : Les Herbes folles

## Palmarès
- Ajami (Scandar Copti et Yaron Shani) : Alexandre d'or
- La Médaille d'honneur (Călin Peter Netzer) : Alexandre d'argent
- Rigoberto Perezcano (Norteado) : meilleur réalisateur
- Ruth Nyrere (Le jour où Dieu est parti en voyage) : meilleure actrice
- Victor Rebengiuc (La Médaille d'honneur) : meilleur acteur